# Gymnoscelis rufifasciata
Gymnoscelis rufifasciata là một loài bướm đêm trong họ Geometridae. Nó là một loài phổ biến rộng rãi và phổ biến, được tìm thấy khắp vùng Cổ bắc giới, Cận Đông và Bắc Phi.
Đây là một loài biến đổi luôn luôn dễ dàng nhận ra do các dải đen nổi bật trên cánh trước, cánh sau có màu xám nhạt có biên tua viền sẫm màu hơn và một điểm nhỏ màu đen discal. Sải cánh dài 15–19 mm. Chúng đẻ hai, đôi khi ba lứa mỗi năm và con trưởng thành bay trong tháng tư và tháng năm (đôi khi trước đó), tháng 7 và tháng 8, và đôi khi sau này trong mùa thu. Chúng bay vào ban đêm và thu hút với ánh sáng và hoa của cây lương thực và những thứ khác.
Ấu trùng ăn những bông hoa của loạt các loài cây và cũng được biết đến để ăn ấu trùng của các loài Lepidoptera, chúng trải qua mùa đông loài dưới dạng con nhộng.

## Hình ảnh

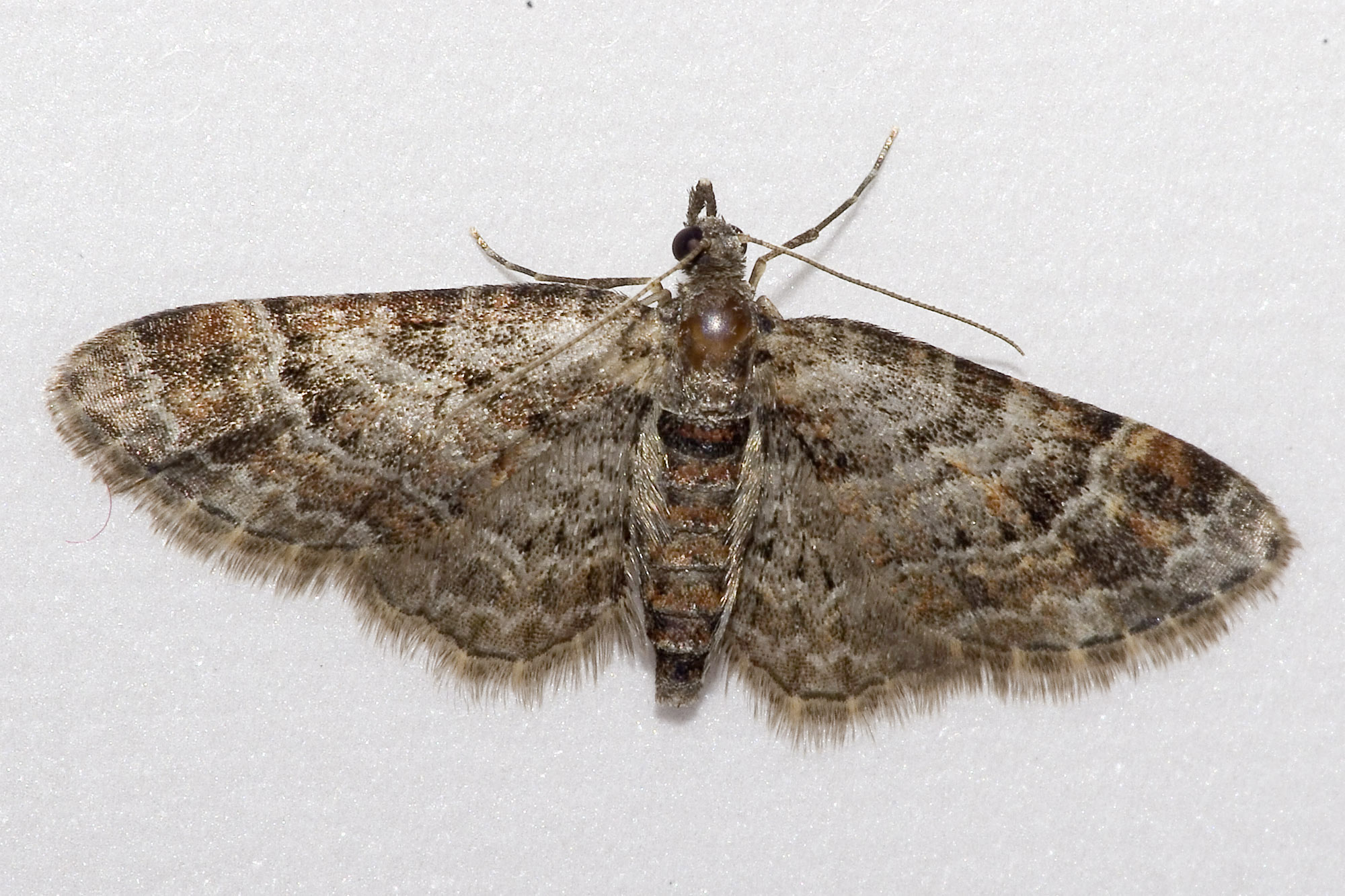
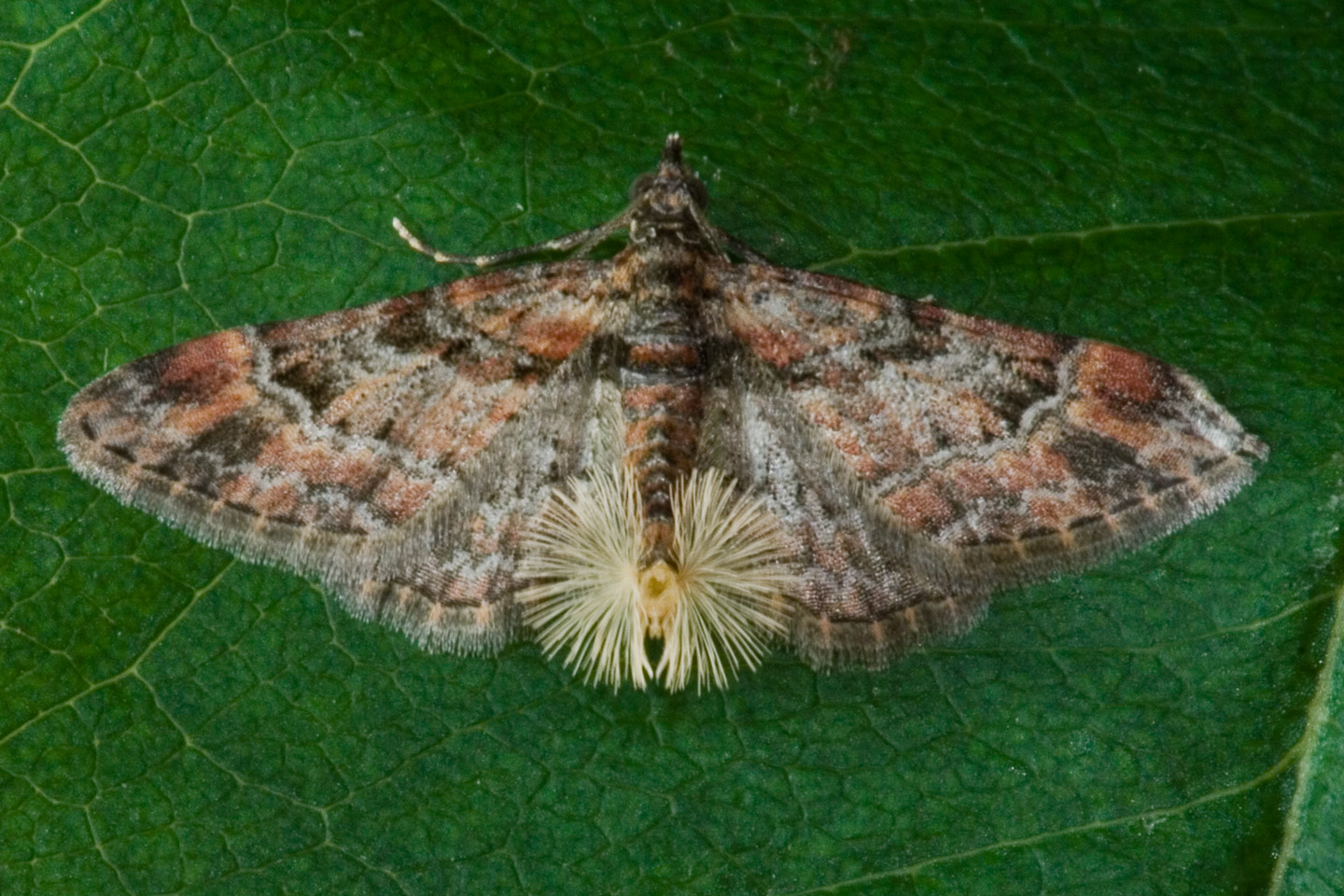